# Xylochora
Xylochora är ett släkte av svampar. Enligt Catalogue of Life ingår Xylochora i ordningen kolkärnsvampar, klassen Sordariomycetes, divisionen sporsäcksvampar och riket svampar, men enligt Dyntaxa är tillhörigheten istället familjen Amphisphaeriaceae, ordningen kolkärnsvampar, klassen Sordariomycetes, divisionen sporsäcksvampar och riket svampar.
|           | Myelospermataceae                     |
|           |                                       |
|           | Iodosphaeriaceae                      |
|           |                                       |
|           | Hyponectriaceae                       |
|           |                                       |
|           | Graphostromataceae                    |
|           |                                       |
|           | Xylariaceae                           |
|           |                                       |
|           | Diatrypaceae                          |
|           |                                       |
|           | Clypeosphaeriaceae                    |
|           |                                       |
|           | Cainiaceae                            |
|           |                                       |
|           | Amphisphaeriaceae                     |
|           |                                       |
|           | Dinemasporium                         |
|           |                                       |
|           | Microdochium                          |
|           |                                       |
|           | Seynesia                              |
|           |                                       |
|           | Pemphidium                            |
|           |                                       |
|           | Melomastia                            |
|           |                                       |
|           | Dendrophoma                           |
|           |                                       |
|           | Monosporascus                         |
|           |                                       |
|           | Polyancora                            |
|           |                                       |
|           | Phaeotrichosphaeria                   |
|           |                                       |
|           | Lanceispora                           |
|           |                                       |
|           | Phomatospora                          |
|           |                                       |
|           | Pandanicola                           |
|           |                                       |
|           | Distorimula                           |
|           |                                       |
|           | Oxydothis                             |
|           |                                       |
|           | Biporispora                           |
|           |                                       |
|           | Hadrotrichum                          |
|           |                                       |
|           | Monographella                         |
|           |                                       |
|           | Appendicospora                        |
|           |                                       |
|           | Pulmosphaeria                         |
|           |                                       |
|           | Pareutypella                          |
|           |                                       |
|           | Leiosphaerella                        |
|           |                                       |
|           | Arecophila                            |
|           |                                       |
|           | Capsulospora                          |
|           |                                       |
|           | Flagellosphaeria                      |
|           |                                       |
|           | Fasciatispora                         |
|           |                                       |
|           | Yuea                                  |
|           |                                       |
|           | Aropsiclus                            |
|           |                                       |
|           | Frondispora                           |
|           |                                       |
|           | Urosporellopsis                       |
|           |                                       |
|           | Manokwaria                            |
|           |                                       |
|           | Palmicola                             |
|           |                                       |
|           | Mukhakesa                             |
|           |                                       |
|           | Coniocessia                           |
|           |                                       |
|           | Basifimbria                           |
|           |                                       |
|           | Amphisphaerella                       |
|           |                                       |
|           | Pidoplitchkoviella                    |
|           |                                       |
|           | Gloeocercospora                       |
|           |                                       |
|           | Ceriophora                            |
|           |                                       |
|           | Urosporella                           |
|           |                                       |
|           | Servazziella                          |
|           |                                       |
|           | Sporidesmina                          |
|           |                                       |
|           | Chitonospora                          |
|           |                                       |
| Xylochora | \| \| Xylochora craticola \| \| \| \| |
|           | \| \| Xylochora craticola \| \| \| \| |
|           | Lindquistomyces                       |
|           |                                       |
|           | Reticulosphaeria                      |
|           |                                       |
|           | Phomatosporella                       |
|           |                                       |
|           | Xylochora craticola                   |
|           |                                       |

|  | Xylochora craticola |
|  |                     |